# حسن إدريس ديكو
حسن إدريس ديكو لاعب كرة قدم قطري من أصول سنغالية، ولد في (23 مارس 1982).

## مسيرة اللاعب
لعب سابقاً مع نادي الجيش و نادي الوكرة ونادي السيلية ونادي الشمال .

## روابط خارجية
- حسن إدريس ديكو على موقع Soccerway.com (الإنجليزية)